# Constantin Brăiloiu

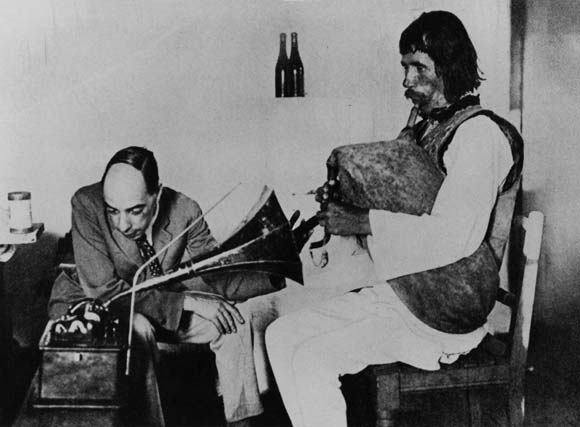
Constantin Brăiloiu bei einer Tonaufnahme mit einem Musiker (1934)

Constantin Brăiloiu (* 13. August 1893 in Bukarest; † 20. Dezember 1958 in Genf) war ein rumänischer Komponist und international bekannter Musikethnologe.

## Biografie
Er studierte in Bukarest (1901–1907), Wien (1907–1909), Vevey und Lausanne (1909–1912) sowie Paris (1912–1914). Er gründete im Jahr 1920 zusammen mit anderen rumänischen Komponisten die Societatea Compozitorilor Români (SCR, deutsch: Gesellschaft der rumänischen Komponisten) als deren Generalsekretär er zwischen 1926 und 1943 fungierte.
1928 initiierte er die Gründung des zum Komponistenverband gehörigen Arhiva de folklore (Folklore-Archiv), das bald zu einem der weltweit größten Volksmusikarchive seiner Zeit avancierte. Ab 1928 besuchte er mit der Gruppe des Soziologieprofessors Dimitrie Gusti verschiedene Regionen Rumäniens, um Tonaufnahmen zu machen. 1931 veröffentlichte er mit dem Artikel „Schița a unei Metode de folklore Muzical“ (Skizze einer Methode für Musikfolklore) einen der Grundtexte der Musikethnologie.
1943 wurde Constantin Brăiloiu Kulturberater an der rumänischen Botschaft in Bern. Wegen der politischen Geschehnisse in seiner Heimat blieb er dann in der Schweiz. 1944 organisierte er in Genf ein weiteres Archiv, Les Archives internationales de musique populaire (AIMP), das zum Musée d’ethnographie de Genève gehört. Er wirkte als Direktor der AIMP von 1944 bis zu seinem Tod 1958 und sammelte Musiktonaufnahmen aus der ganzen Welt. Insbesondere veröffentlichte er von 1951 bis 1958 seine „Collection universelle de musique populaire enregistrée“ (Universalkollektion von aufgenommener Volksmusik) auf 40 Schallplatten (mit einer Drehzahl von 78 min−1). 1948 wurde er auch Lehrbeauftragter (maître de conférence) am CNRS in Paris.

## Werke
- Schița a unei Metode de folklore Muzical. In: Boabe de Grâu, Jg. 2, Nr. 4, 1931.
- Sur une ballade roumaine: (la Mioritza). Kundig, Genf 1946.
- A propos du Jodel. In: Kongressbericht der Internationalen Gesellschaft für Musikwissenschaft, 4. Kongress, Basel 1949. Bärenreiter Verlag, Basel 1951, S. 69–71.
- Le rythme aksak. Abbeville 1952.
- Sur une mélodie russe. In: Pierre Souvtchinsky, Vladimir Fédorov, Gisèle Brelet (Hrsg.): Musique russe. Presses universitaires de France, Paris 1953.
- Le vers populaire roumain chanté. Ed. de l'Institut universitaire roumain Charles I, Paris 1956.
- La rythmique enfantine: notions liminaires. Elsevier, Paris/Bruxelles 1956.
- Folklore musical. Encyclopédie de la musique Fasquelle, Paris 1959.
- Réflexions sur la création musicale collective. In: Diogène. (Paris) Nr. 25, 1959, S. 83–93.
- Vie musicale d'un village: recherches sur le répertoire de Dragus (Roumanie) 1929-1932. Institut universitaire roumain Charles Ier, Paris 1960.
- Problèmes d'ethnomusicologie. Minkoff Reprint, Genf 1973. (Gesammelte Werke von Gilbert Rouget zusammengestellt und präsentiert)
- Problems of ethnomusicology. Cambridge University Press, Cambridge 1984. (Englische Übersetzung durch A.L. Lloyd der gesammelten Werke)
- Opere 1-5. Ed. muzicală a uniuni compozitorilor din Republica Socialistă Romănia, Bukarest, Bd. 1: 1967, Bd. 2: 1969, Bd. 3: 1974, Bd. 4: 1979, Bd. 5: 1981. (Gesammelte Werke, auf Rumänisch übersetzt und präsentiert von Emilia Comișel)
- Opere 6. Prima Parte. Editura Muzicală, Bukarest 1998. (Unter Mitarbeit von Emilia Comișel)